# Sustancia biogénica

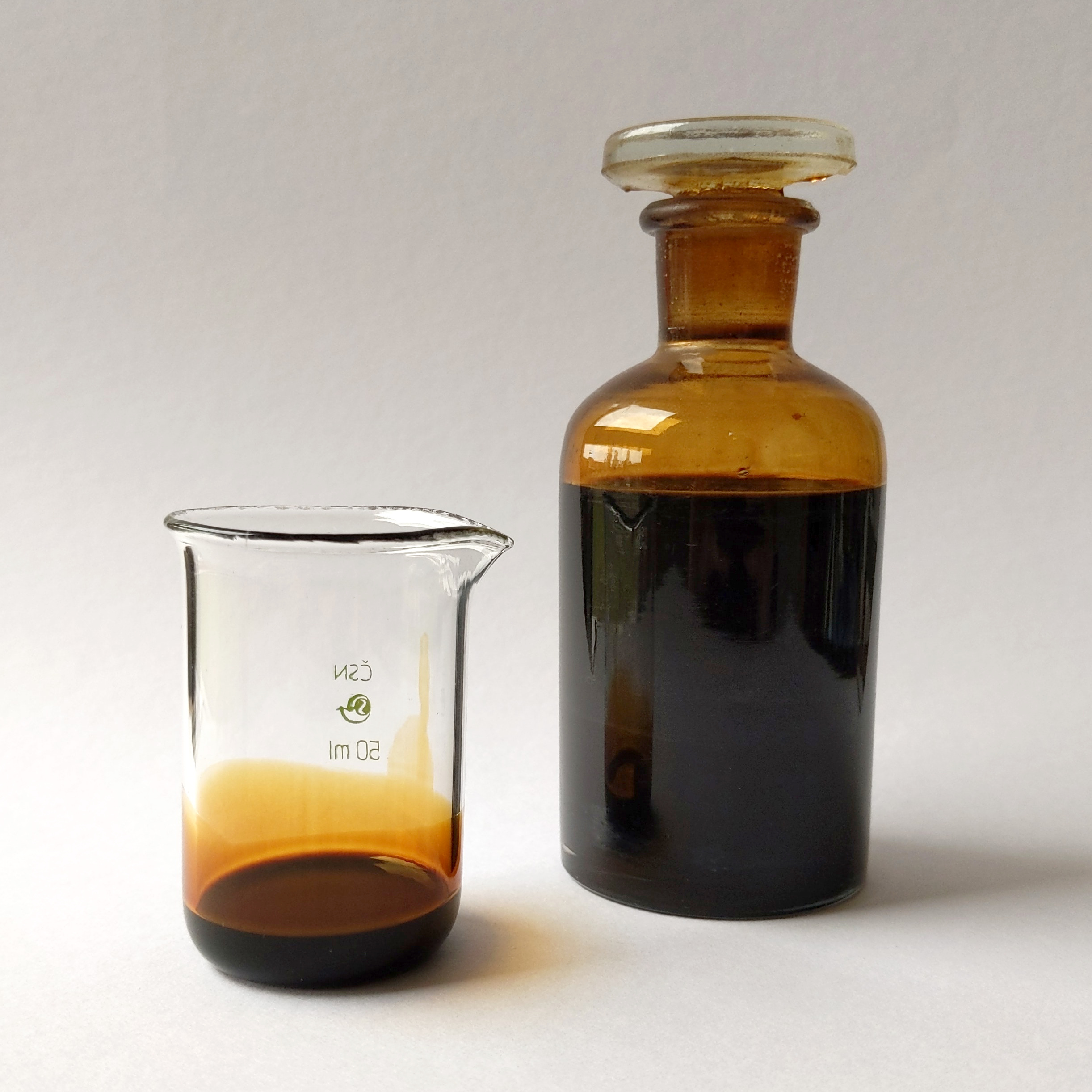
Petróleo crudo, sustancia biogénica transformada

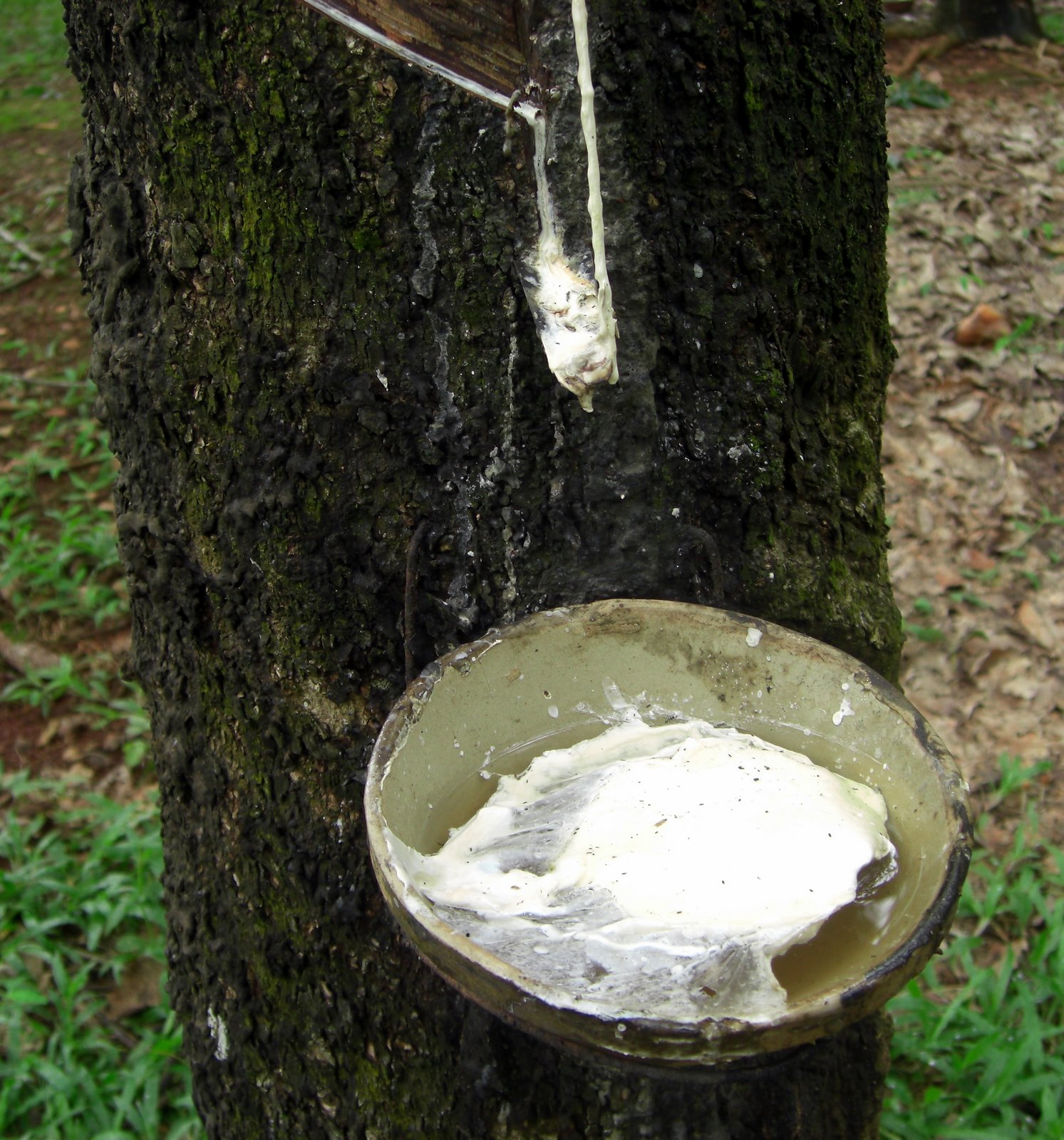
Chicle natural, una secreción de Hevea brasiliensis

Una sustancia biogénica es un producto elaborado por o a partir de formas de vida. Si bien el término originalmente era específico para compuestos de metabolitos que tenían efectos tóxicos en otros organismos, se ha desarrollado para abarcar cualquier componente, secreción y metabolito de plantas o animales. En el contexto de la biología molecular, las sustancias biogénicas se denominan biomoléculas. Por lo general, se aíslan y miden mediante el uso de técnicas de cromatografía y espectrometría de masas. Además, la transformación y el intercambio de sustancias biogénicas pueden modelarse en el medio ambiente, en particular su transporte por vías fluviales.
La observación y medición de sustancias biogénicas es especialmente importante en los campos de la geología y la bioquímica. Una gran proporción de isoprenoides y ácidos grasos en sedimentos geológicos se derivan de plantas y clorofila, y se pueden encontrar en muestras que se remontan al Precámbrico. Estas sustancias biogénicas son capaces de resistir el proceso de diagénesis en el sedimento, pero también pueden transformarse en otros materiales. Esto los hace útiles como biomarcadores para que los geólogos verifiquen la edad, el origen y los procesos de degradación de diferentes rocas.
Las sustancias biogénicas se han estudiado como parte de la bioquímica marina desde la década de 1960, que ha implicado investigar su producción, transporte y transformación en el agua, y cómo pueden utilizarse en aplicaciones industriales. Una gran parte de los compuestos biogénicos en el medio marino son producidos por micro y macro algas, incluidas las cianobacterias. Por sus propiedades antimicrobianas actualmente son objeto de investigación tanto en proyectos industriales, como en pinturas antiincrustantes, o en medicina.

## Historia de descubrimiento y clasificación

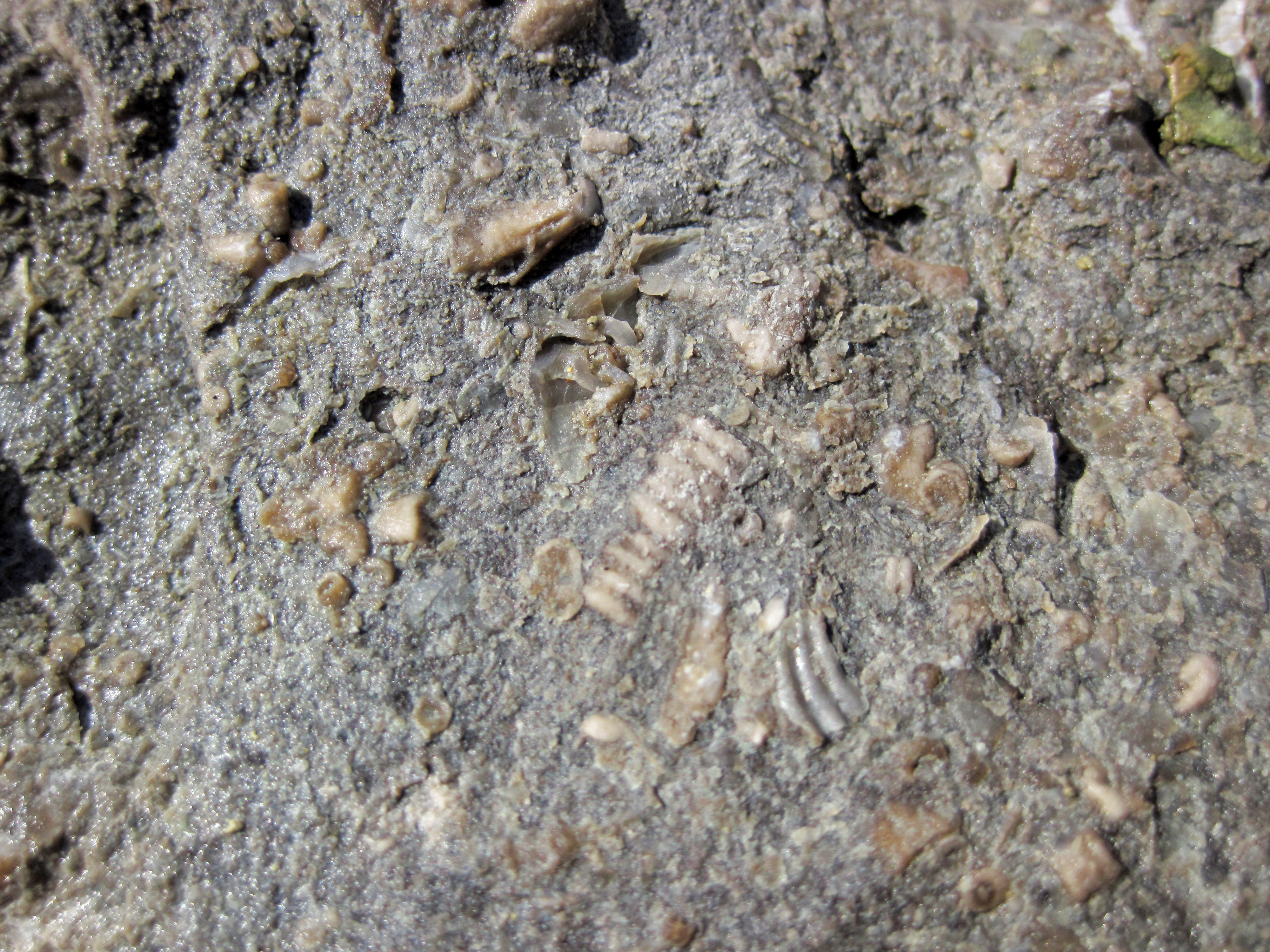
Sedimento biogénico: piedra caliza que contiene fósiles.

Durante una reunión de la Sección de Geología y Mineralogía de la Academia de Ciencias de Nueva York en 1903, el geólogo Amadeus William Grabau propuso un nuevo sistema de clasificación de rocas en su artículo 'Discusión y sugerencias sobre una nueva clasificación de rocas'. Dentro de la subdivisión primaria de "rocas endogenéticas", rocas formadas mediante procesos químicos, había una categoría denominada "rocas biogénicas", que se usaba como sinónimo de "rocas orgánicas". Otras categorías secundarias fueron rocas "ígneas" e "hidrógenas".
En la década de 1930, el químico alemán Alfred E. Treibs detectó por primera vez sustancias biogénicas en el petróleo como parte de sus estudios sobre las porfirinas. Con base en esta investigación, hubo un aumento posterior en la década de 1970 en la investigación de sustancias biogénicas en rocas sedimentarias como parte del estudio de la geología. Esto fue facilitado por el desarrollo de métodos analíticos más avanzados y condujo a una mayor colaboración entre geólogos y químicos orgánicos para investigar los compuestos biogénicos en sedimentos.

Además, los investigadores comenzaron a investigar la producción de compuestos por microorganismos en el medio marino a principios de la década de 1960. En 1975, se habían desarrollado diferentes áreas de investigación en el estudio de la bioquímica marina. Se trataba de "toxinas marinas, bioproductos marinos y ecología química marina". A raíz de esto en 1994, Teuscher y Lindequist definieron las sustancias biogénicas como:
...compuestos químicos que son sintetizados por organismos vivos y que, si superan ciertas concentraciones, causan daños temporales o permanentes o incluso la muerte de otros organismos por efectos químicos o fisicoquímicos.
Este énfasis en la investigación y clasificación de la toxicidad de las sustancias biogénicas se debió en parte a los ensayos de cribado dirigidos a la citotoxicidad que se utilizaron para detectar los compuestos biológicamente activos. Desde entonces, la diversidad de productos biogénicos se ha ampliado a partir de sustancias citotóxicas mediante el uso de ensayos farmacéuticos e industriales alternativos.

## En el ambiente

### Hidroecología

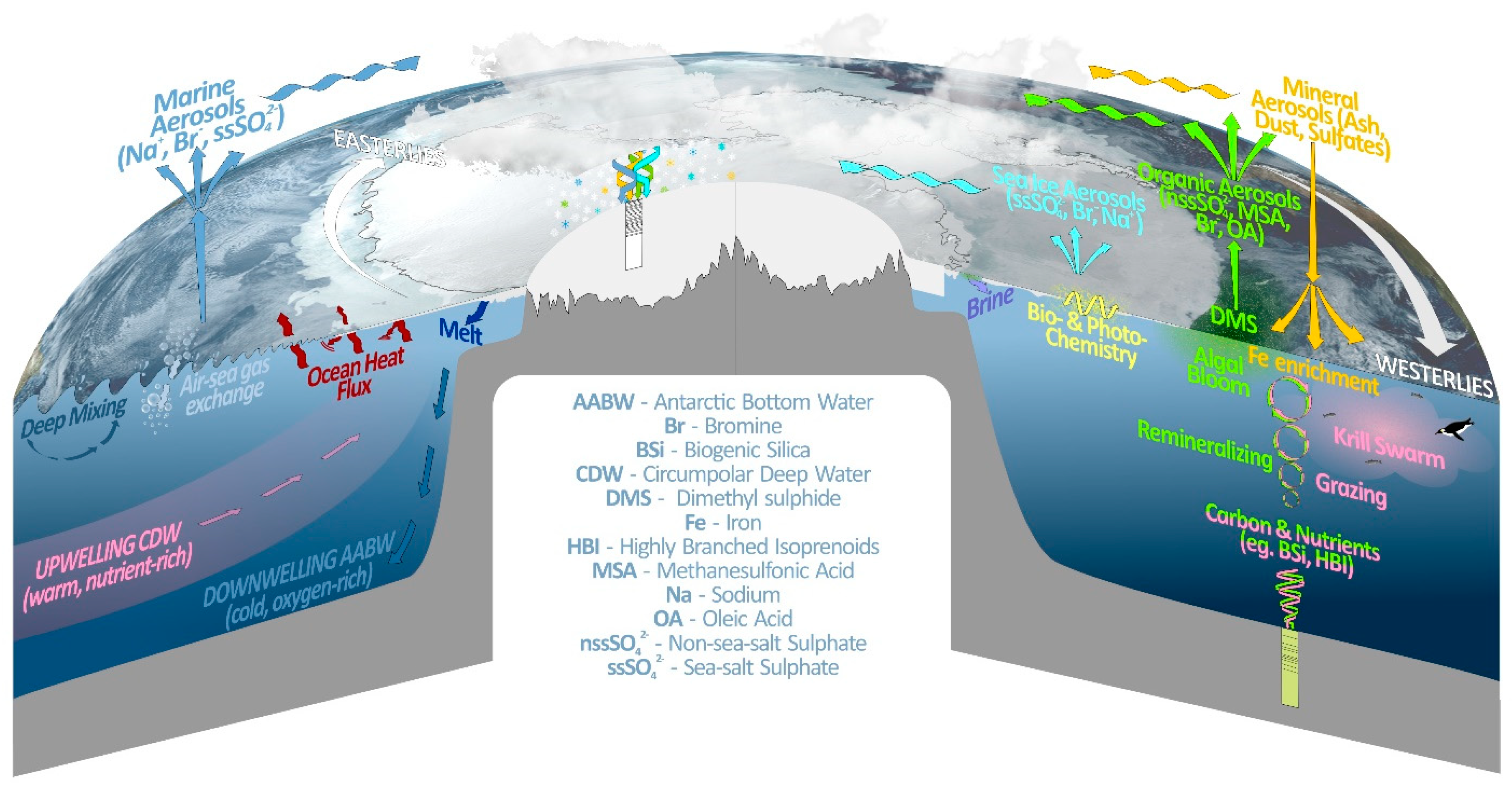
Modelo de movimiento de compuestos marinos

Al estudiar el transporte de sustancias biogénicas en el Estrecho de Tatar en el Mar de Japón, un equipo ruso observó que las sustancias biogénicas pueden ingresar al medio marino debido a la entrada de fuentes externas, el transporte dentro de las masas de agua o el desarrollo por procesos metabólicos dentro del agua. Asimismo, se pueden gastar debido a procesos de biotransformación o formación de biomasa por microorganismos. En este estudio, las concentraciones de sustancias biogénicas, la frecuencia de transformación y el recambio fueron más altos en la capa superior del agua. Adicionalmente, en diferentes regiones del estrecho se mantuvieron constantes las sustancias biogénicas con mayor transferencia anual. Estos fueron O2, DOC y DISi, que normalmente se encuentran en grandes concentraciones en el agua natural. Las sustancias biogénicas que tienden a tener un menor aporte a través de los límites externos del estrecho y, por lo tanto, la menor transferencia son los componentes minerales y detríticos de N y P. Estas mismas sustancias participan activamente en los procesos de biotransformación en el medio marino y también tienen una menor producción anual.

### Sitios geológicos

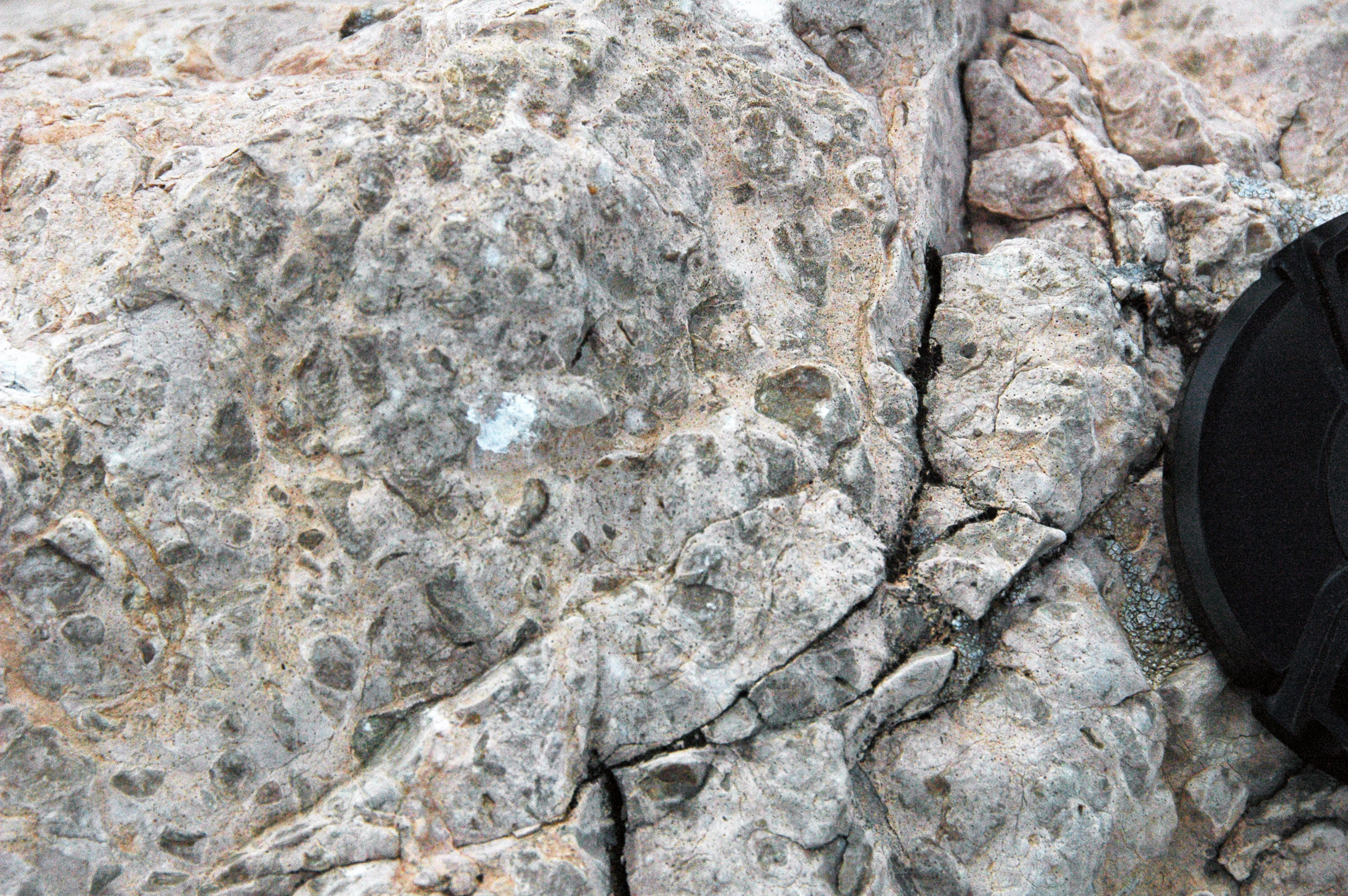
Caliza oncolítica: las oncolitas esferoidales se forman a través de la deposición de carbonato de calcio por las cianobacterias

Los geoquímicos orgánicos también tienen interés en estudiar la diagénesis de sustancias biogénicas en el petróleo y cómo se transforman en sedimentos y fósiles. Si bien el 90% de este material orgánico es insoluble en solventes orgánicos comunes, llamados kerógeno, el 10% está en una forma que es soluble y se puede extraer, de donde luego se pueden aislar compuestos biogénicos. Los ácidos grasos lineales saturados y los pigmentos tienen las estructuras químicas más estables y, por lo tanto, son adecuados para resistir la degradación del proceso de diagénesis y ser detectados en sus formas originales. Sin embargo, también se han encontrado macromoléculas en regiones geológicas protegidas. Las condiciones típicas de sedimentación involucran procesos enzimáticos, microbianos y fisicoquímicos, así como un aumento de temperatura y presión, que conducen a transformaciones de sustancias biogénicas. Por ejemplo, los pigmentos que surgen de la deshidrogenación de clorofila o hemina se pueden encontrar en muchos sedimentos como complejos de níquel o vanadilo. Una gran proporción de los isoprenoides en los sedimentos también se deriva de la clorofila. De manera similar, los ácidos grasos saturados lineales descubiertos en la lutita bituminosa de Messel en Alemania surgen de material orgánico de plantas vasculares.
Además, los alcanos e isoprenoides se encuentran en extractos solubles de roca precámbrica, lo que indica la probable existencia de material biológico hace más de tres mil millones de años. Sin embargo, existe la posibilidad de que estos compuestos orgánicos sean de naturaleza abiogénica, especialmente en los sedimentos precámbricos. Si bien las simulaciones de la síntesis de isoprenoides en condiciones abiogénicas no produjeron los isoprenoides de cadena larga utilizados como biomarcadores en fósiles y sedimentos, se detectaron trazas de isoprenoides C9-C14. También es posible que las cadenas de poliisoprenoides se sinteticen estereoselectivamente utilizando catalizadores tales como Al(C2H5)3-VCl3. Sin embargo, la probabilidad de que estos compuestos estén disponibles en el entorno natural es poco probable.

## Medición

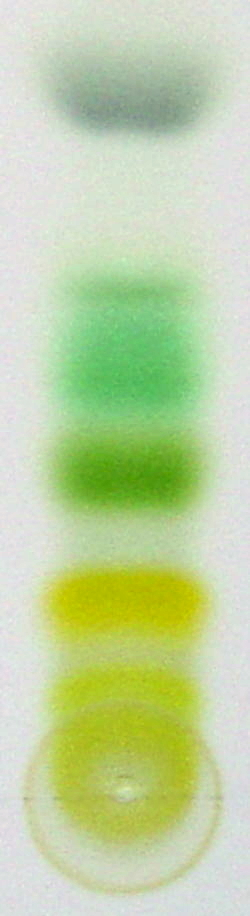
Separación cromatográfica de clorofila

Las diferentes biomoléculas que componen las sustancias biogénicas de una planta, en particular las que se encuentran en los exudados de las semillas, se pueden identificar mediante el uso de diferentes variedades de cromatografía en un entorno de laboratorio. Para el perfil de metabolitos, se utiliza cromatografía de gases y espectrometría de masas para encontrar flavonoides como la quercetina. A continuación, los compuestos se pueden diferenciar aún más usando espectrometría de masas por cromatografía líquida de alta eficacia en fase inversa.
Cuando se trata de medir sustancias biogénicas en un entorno natural como una masa de agua, se puede usar el método CNPSi para calcular el transporte espacial de sustancias biogénicas, tanto en la dimensión horizontal como vertical. Este modelo tiene en cuenta el intercambio de agua y la tasa de flujo, y arroja los valores de las tasas de sustancias biogénicas para cualquier área o capa de agua para cualquier mes. Hay dos métodos de evaluación principales involucrados: medir por unidad de volumen de agua (mg/m3 año) y medir sustancias por volumen total de agua de capa (t de elemento/año). El primero se utiliza principalmente para observar la dinámica de sustancias biogénicas y las vías individuales para el flujo y las transformaciones, y es útil cuando se comparan regiones individuales del estrecho o vía fluvial. El segundo método utiliza los flujos mensuales de sustancias y debe tener en cuenta que existen variaciones mensuales en el volumen de agua en las capas.
En el estudio de la geoquímica, las sustancias biogénicas se pueden aislar de los fósiles y sedimentos mediante un proceso de raspado y triturado de la muestra de roca objetivo, luego lavado con ácido fluorhídrico al 40%, agua y benceno/metanol en una proporción de 3:1. A continuación, las piezas de roca se muelen y se centrifugan para producir un residuo. Los compuestos químicos se derivan luego a través de varias separaciones por cromatografía y espectrometría de masas. Sin embargo, la extracción debe ir acompañada de precauciones rigurosas para garantizar que no haya contaminantes de aminoácidos de las huellas dactilares o contaminantes de silicona de otros métodos de tratamiento analítico.

## Aplicaciones

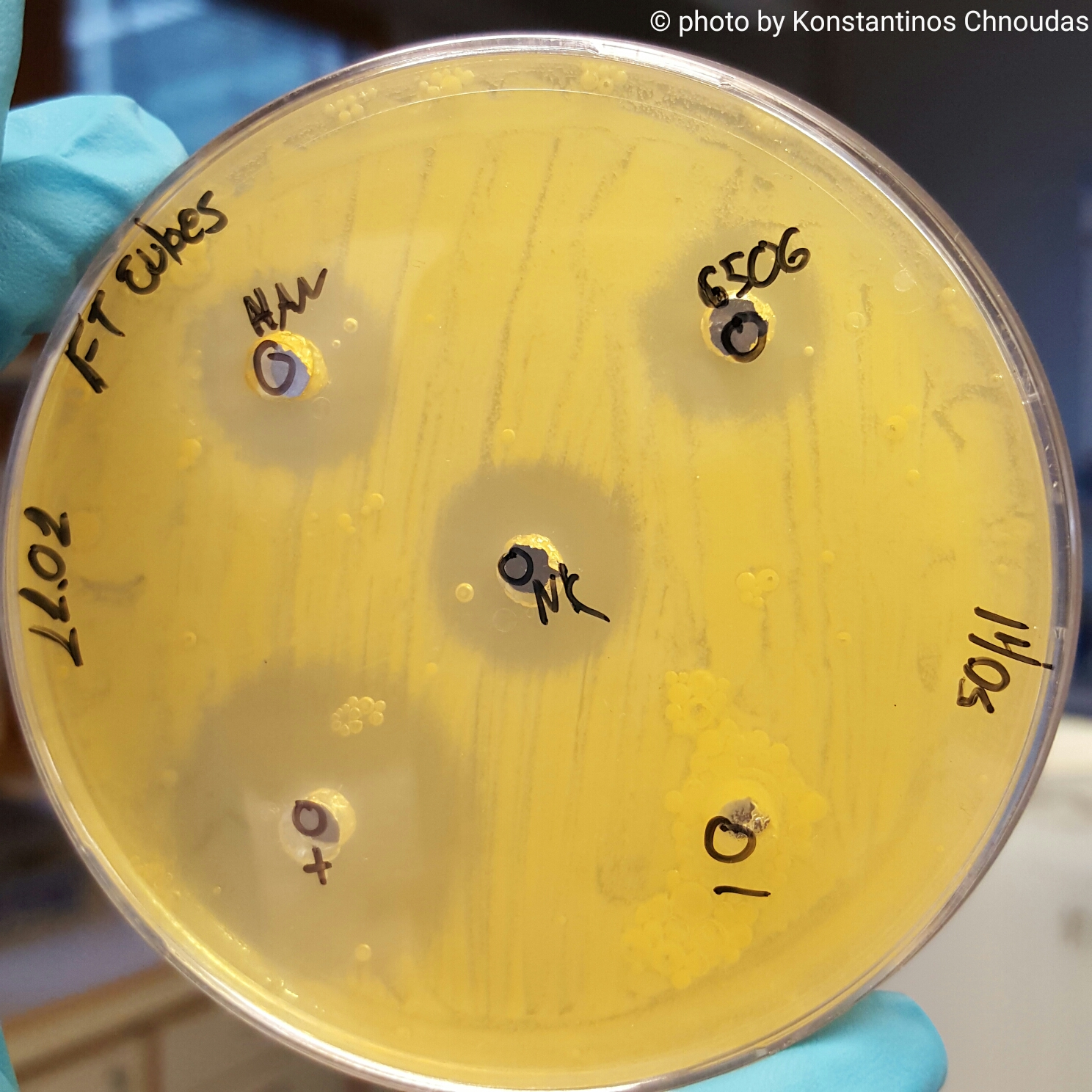
Extractos de cianobacterias que inhiben el crecimiento de Micrococcus luteus

### Pinturas antiincrustantes
Se ha descubierto que los metabolitos producidos por las algas marinas tienen muchas propiedades antimicrobianas. Esto se debe a que son producidos por organismos marinos como disuasores químicos y, como tales, contienen compuestos bioactivos. Las principales clases de algas marinas que producen este tipo de metabolitos secundarios son Cyanophyceae, Chlorophyceae y Rhodophyceae. Los productos biogénicos observados incluyen policétidos, amidas, alcaloides, ácidos grasos, indoles y lipopéptidos. Por ejemplo, más del 10% de los compuestos aislados de Lyngbya majuscula, que es una de las cianobacterias más abundantes, tienen propiedades antifúngicas y antimicrobianas. Además, un estudio probó furanonas halogenadas producidas por Delisea pulchra de la clase Rhodophyceae contra el crecimiento de Bacillus subtilis. Cuando se aplica a una concentración de 40 µg/mL, la furanona inhibió la formación de una biopelícula por las bacterias y redujo el grosor de la biopelícula en un 25% y el número de células vivas en un 63%.
Estas características tienen el potencial de ser utilizadas en materiales artificiales, como la fabricación de pinturas antiincrustantes sin los químicos dañinos para el medio ambiente. Se necesitan alternativas ambientalmente seguras al TBT (agente antiincrustante a base de estaño) que libera compuestos tóxicos en el agua y el medio ambiente y ha sido prohibido en varios países. Una clase de compuestos biogénicos que ha tenido un efecto considerable contra las bacterias y microalgas que causan incrustaciones son los ésteres sesquiterpenoides de acetileno producidos por Caulerpa prolifera (de la clase Chlorophyceae), que inhibió el crecimiento bacteriano con hasta un 83% de la eficacia del óxido de TBT.

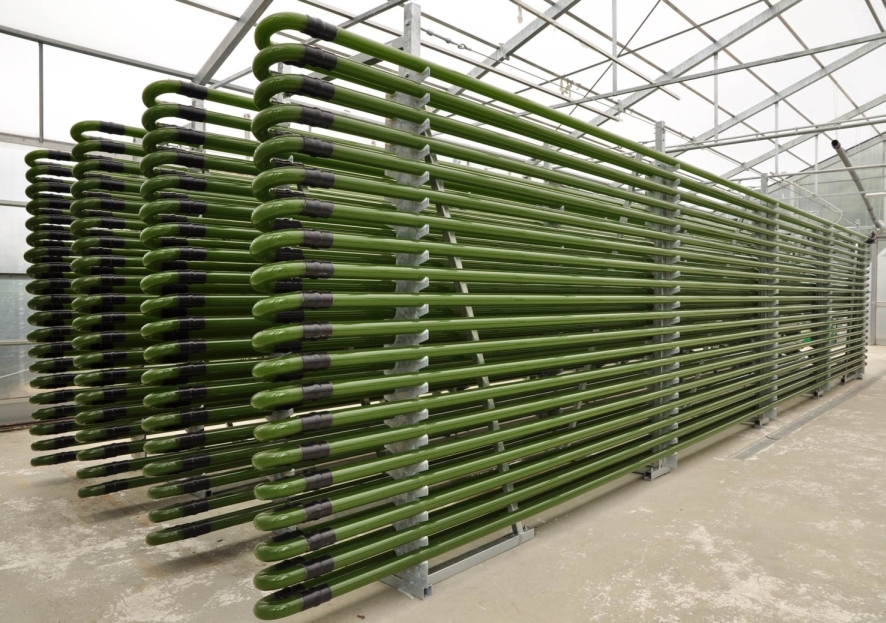
Fotobiorreactor utilizado para producir metabolitos de microalgas

La investigación actual también tiene como objetivo producir estas sustancias biogénicas a nivel comercial utilizando técnicas de ingeniería metabólica. Al combinar estas técnicas con el diseño de ingeniería bioquímica, las algas y sus sustancias biogénicas se pueden producir a gran escala utilizando fotobiorreactores. Se pueden usar diferentes tipos de sistemas para producir diferentes productos biogénicos.
| Tipo de fotobiorreactor     | Especies de algas cultivadas | Producto | Referencia              |
| --------------------------- | ---------------------------- | --- | ----------------------- |
| Poliuretano tipo alga       | Scytonema sp. TISTR 8208     | Antibiótico dodecapéptido cíclico eficaz contra bacterias Gram-positivas, hongos filamentosos y levaduras patógenas | Chetsumon y col. (1998) |
| Tanque agitado              | Agardhiella subulata         | Biomasa | Huang y Rorrer (2003)   |
| Puente aéreo                | Gyrodinium impundicum        | Exopolisacáridos sulfatados para acción antiviral contra el virus de la encefalomiocarditis                         | Yim y col. (2003)       |
| Al aire libre a gran escala | Haematococcus pluvialis      | Compuesto de astaxantina                                                                                            | Miguel (2000)           |

### Paleoquimotaxonomía
En el campo de la paleoquimotaxonomía, la presencia de sustancias biogénicas en sedimentos geológicos es útil para comparar muestras y especies biológicas antiguas y modernas. Estos marcadores biológicos se pueden utilizar para verificar el origen biológico de los fósiles y sirven como marcadores paleoecológicos. Por ejemplo, la presencia de pristano indica que el petróleo o sedimento es de origen marino, mientras que el material biogénico de origen no marino tiende a estar en forma de compuestos policíclicos o fitano. Los marcadores biológicos también proporcionan información valiosa sobre las reacciones de degradación del material biológico en entornos geológicos. La comparación del material orgánico entre rocas geológicamente antiguas y recientes muestra la conservación de diferentes procesos bioquímicos.

### Producción de nanopartículas metálicas

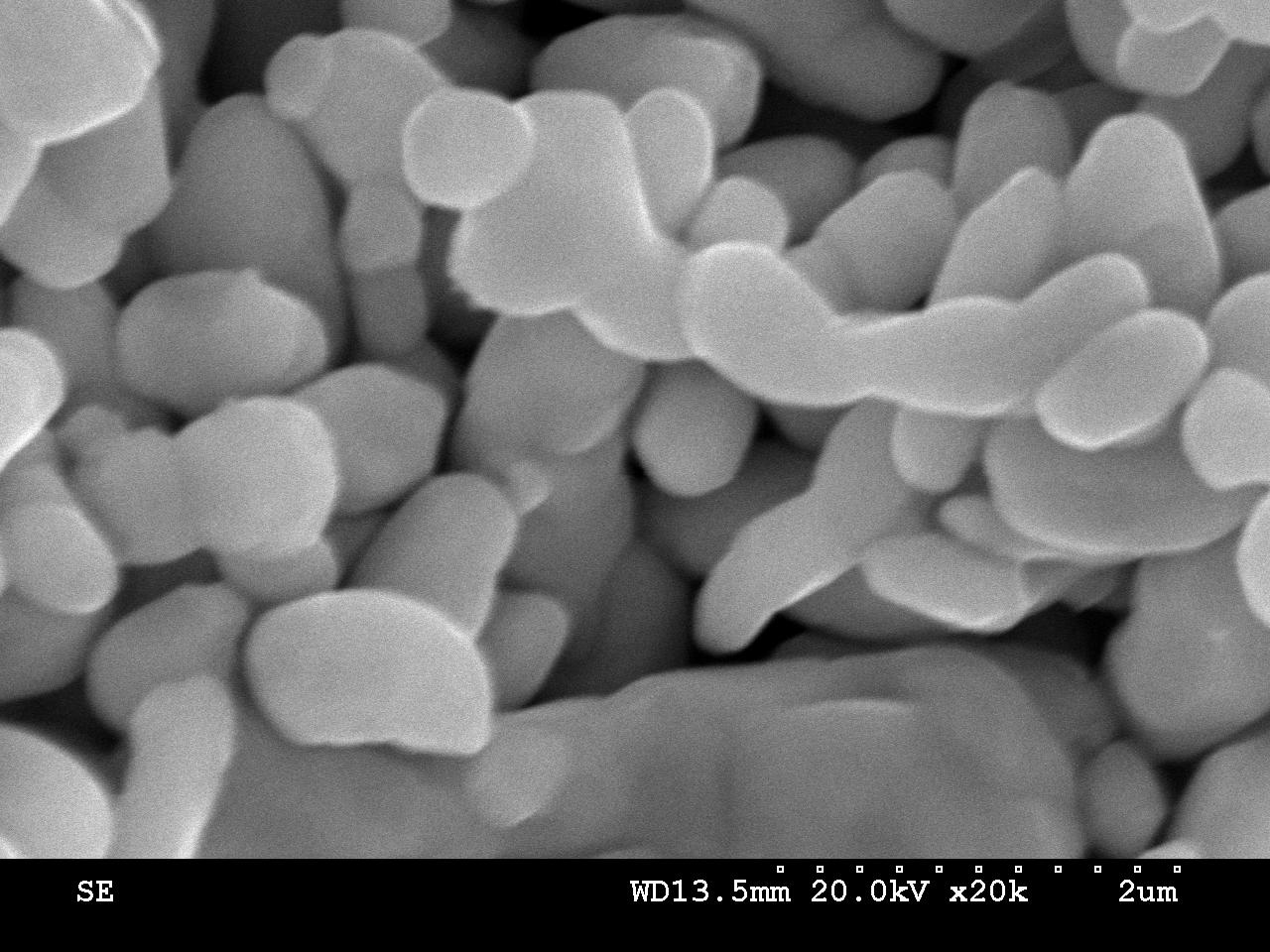
Imagen de microscopio electrónico de barrido de nanopartículas de plata

Otra aplicación de las sustancias biogénicas es la síntesis de nanopartículas metálicas. Los métodos actuales de producción química y física de las nanopartículas que se utilizan son costosos y producen desechos tóxicos y contaminantes en el medio ambiente. Además, las nanopartículas que se producen pueden ser inestables y no aptas para su uso en el cuerpo. El uso de sustancias biogénicas de origen vegetal tiene como objetivo crear un método de producción rentable y respetuoso con el medio ambiente. Los fitoquímicos biogénicos usados para estas reacciones de reducción pueden derivarse de plantas de numerosas formas, incluyendo caldo de hojas hervidas, biomasa en polvo, inmersión de toda la planta en solución, o extractos de jugo de frutas y verduras. Se ha demostrado que los jugos de C. annuum producen nanopartículas de plata a temperatura ambiente cuando se tratan con iones de plata y, además, proporcionan vitaminas y aminoácidos esenciales cuando se consumen, lo que los convierte en un agente potencial de nanomateriales. Otro procedimiento es mediante el uso de una sustancia biogénica diferente: el exudado de semillas en germinación. Cuando las semillas se remojan, liberan pasivamente fitoquímicos en el agua circundante, que después de alcanzar el equilibrio se pueden mezclar con iones metálicos para sintetizar nanopartículas metálicas. El exudado de M. sativa en particular ha tenido éxito en la producción eficaz de partículas metálicas de Ag, mientras que L. culinaris es un reactivo eficaz para la fabricación de nanopartículas de Au. Este proceso también puede ajustarse aún más manipulando factores como el pH, la temperatura, la dilución del exudado y el origen de la planta para producir diferentes formas de nanopartículas, incluidos triángulos, esferas, varillas y espirales. Estas nanopartículas metálicas biogénicas tienen aplicaciones como catalizadores, revestimientos de ventanas de vidrio para aislar el calor, en biomedicina y en dispositivos biosensores.

## Ejemplos

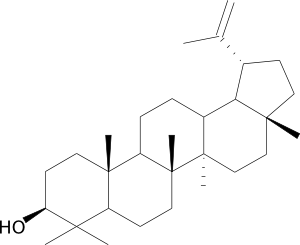
Estructura química del lupeol, un triterpenoide derivado de plantas

- El carbón y el petróleo son posibles ejemplos de componentes que pueden haber sufrido cambios durante períodos de tiempo geológicos.
- La tiza y la piedra caliza son ejemplos de secreciones (conchas de animales marinos) que son de edad geológica.
- La hierba y la madera son componentes biogénicos de origen contemporáneo.
- Las perlas, la seda y el ámbar gris son ejemplos de secreciones de origen contemporáneo.
- Biogénicas neurotransmisores.

### Tabla de compuestos biogénicos aislados
| Clase química | Compuesto                           | Fuente                                                      | Referencia                                                                                |
| ------------- | ----------------------------------- | ----------------------------------------------------------- | ----------------------------------------------------------------------------------------- |
| Lipopéptido   | - Lyngbyaloside - Radiosumin        | - Lyngbya bouillonii - Plectonema radiosum                  | - Klein, Braekman, Daloze, Hoffmann y Demoulin (1997) - Mooberry, Stratman y Moore (1995) |
| Ácido graso   | - Sulfolípido - Ácido linolénico    | - Lyngbya lagerheimii - Synechococcus sp.                   | - Gustafson y col. (1989) - Ohta y col. (1994)                                            |
| Terpeno       | - Triterpenoide                     | - Prochlorothrix hollandica, pizarra bituminosa de Messel   | - Simonin, Jürgens y Rohmer (1996), Albrecht y Ourisson (1971)                            |
| Alcaloide     | - Cilindrospermopsina - Welwistatin | - Cylindrospermopsis raciborskii - Hapalosiphon welwitschii | - Saker y Eaglesham (1999) - Zhang y Smith (1996)                                         |
| Cetona        | - Arborinona                        | - Esquisto bituminoso Messel                                | - Albrecht y Ourisson (1971)                                                              |

## Sustancia abiogénica
Una sustancia o proceso abiogénico no es el resultado de la actividad presente o pasada de organismos vivos. Los productos abiogénicos pueden ser, por ejemplo, minerales, otros compuestos inorgánicos, así como compuestos orgánicos simples (por ejemplo, metano extraterrestre, véase también abiogénesis).